# 伊奈忠辰

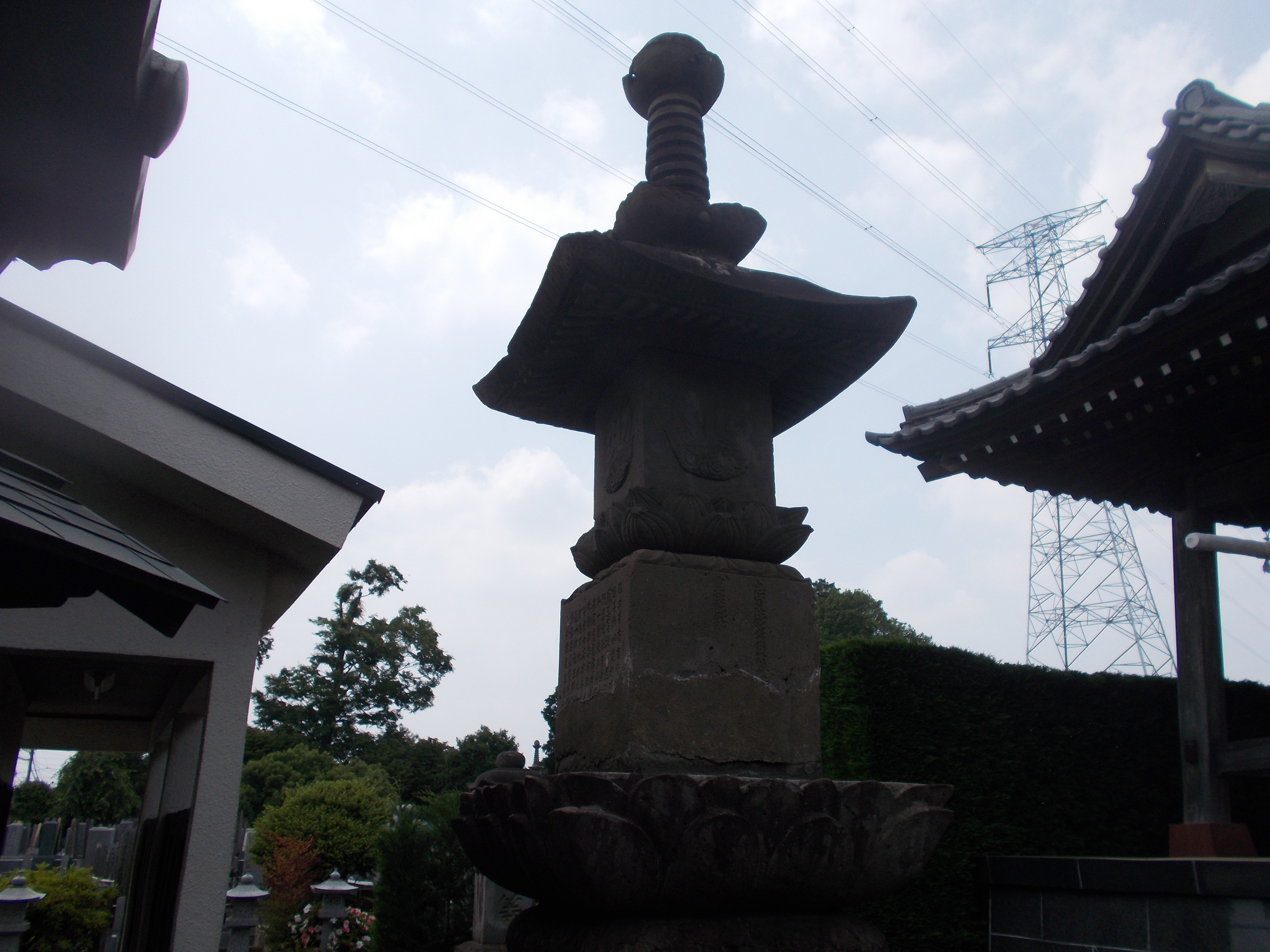
川崎平右衛門と伊奈忠辰の謝恩塔（東京都国分寺市の妙法寺）

伊奈 忠辰（いな ただとき、宝永2年（1705年）- 明和4年10月15日（1767年12月5日））は、江戸時代中期の関東郡代。通称造酒助、半十郎、半左衛門。

## 来歴
伊奈忠順の長男として生まれ、寛延3年（1750年）7月30日、関東郡代伊奈忠逵が退任し、その跡を継ぎ、関東郡代となり、奥右筆頭組次席を兼ねた。宝暦4年（1754年）9月5日致仕し、忠逵の子の伊奈忠宥が跡を継いだ。治世としてはわずか4年余であった。なお、このころの伊奈家が郡代として管理する幕府領は27万石、開発新田2万石で、その1割が役料、その他家禄4000石と家臣400人を召抱えており、実質大名並みの権勢を誇っていた。墓所は深川の玄信寺。